# William Laird
Pour les articles homonymes, voir Laird (homonymie).
William Laird, né le 15 février 1780 à Greenock et mort le 27 octobre 1841 au Havre en France, est un constructeur et développeur naval écossais. 
Il est responsable de ce qui devint plus tard le chantier naval Cammell Laird et du démarrage du développement substantiel de sa ville voisine de Birkenhead.

## Biographie
La famille de Laird est originaire de Greenock, près de Glasgow. En 1810, William Laird déménage à Liverpool pour développer l'entreprise familiale de fabrication de cordes. En 1822, il s'intéresse de plus près à l'ingénierie et fonde une compagnie de navigation à vapeur reliant Liverpool à Glasgow.
En 1824, avec ses partenaires commerciaux William Hamilton et John Forsyth, il achète des terres sur la rive sud de Wallasey Pool (en), une crique de la Mersey en face de Liverpool, à côté du petit village en développement de Birkenhead. Il a initialement l'intention de construire un canal à travers la péninsule de Wirral, mais ce projet échoue rapidement. Au lieu de cela, Laird crée la Birkenhead Iron Works avec un autre partenaire, Daniel Horton. En 1828, ce partenariat est dissous et Laird et son fils John, clerc de notaire, créent une nouvelle entreprise, la William Laird & Son. Il s'agit au départ d'une chaudronnerie, mais en 1828, elle reçoit sa première commande pour un navire en fer, destiné à être utilisé sur les lacs d'Irlande. L'entreprise se développe rapidement, à mesure que la demande de grands navires à vapeur en fer augmente. En 1839, la société construit une flottille armée pour la Compagnie des Indes orientales,.
En tant que propriétaire foncier, Laird charge l'architecte d'Édimbourg James Gillespie Graham de concevoir une nouvelle ville élégante à proximité du chantier naval. Elle devient le centre de Birkenhead, basé sur Hamilton Square (en) et, après la mort de Laird en 1841, sur Birkenhead Park. 
En 1856, l'entreprise de construction navale de Laird déménage sur un nouveau site au bord du fleuve à Tranmere et fusionne en 1903 avec Charles Cammell & Company pour devenir la Cammell Laird. Le fils aîné de Laird, John, devient député de Birkenhead en 1861. Son fils cadet, Macgregor Laird (en), est un pionnier du commerce sur le fleuve Niger en Afrique.